# 都市情報学研究科
都市情報学研究科（としじょうほうがくけんきゅうか）とは、都市工学や情報科学についてより高度な研究と教育を目的とした日本の大学院研究科。
名城大学大学院に設置されている。同大学院では都市情報学専攻があり、社会システム学と都市創造学の各専修分野が開設されている。